# Niloofar Rahmani
Niloofar Rahmani, född 1992 i Logar i Afghanistan, är en amerikansk pilot av tadzjikisk etnicitet.
Rahmani är från en persiskspråkig familj och växte upp som flykting tillsammans med sin familj i Pakistan. 
I samband med familjens återkomst till Kabul utlyste Afghan Air Force platser inom militären som även inkluderade pilotutbildning. Rahmani ville bli pilot och påbörjade officersutbildningen och 2012 blev hon färdig kapten och pilot. 
Detta ledde till dödshot och förföljelse av både henne och hennes familj i Afghanistan. 
År 2015 tilldelades Niloofar Rahmani International Women of Courage Award.
2018 fick Rahmani fly från sitt hemland och sökte asyl i USA där hon arbetar som översättare. Hon är numera amerikansk medborgare.